# Mario Zenari
Mario Zenari (Rosegaferro, 5. siječnja 1946.) talijanski je prelat Katoličke Crkve koji je kardinal od 2016. godine. Cijelu je svoju crkvenu karijeru služio u diplomatskoj službi Svete Stolice, obnašajući visoke dužnosti počevši od 1999. godine. Apostolski je nuncij u Siriji od 30. prosinca 2008. godine te je bio nuncij u Šri Lanki od 2004. do 2008. godine.
Papa Franjo je 9. listopada 2016. najavio da će Zenarija imenovati kardinalom na papinskom konzistoriju zakazanom za 19. studenoga 2016., navodeći njegov rad za "voljenu i mučeničku Siriju". Toga je dana proglašen kardinalom đakonom i dodijeljena mu je crkva Santa Maria delle Grazie alle Fornaci fuori Porta Cavalleggeri. Papa Franjo ga je 23. prosinca 2017. imenovao članom Kongregacije za istočne Crkve.